# Selaginella ramosissima
Selaginella ramosissima är en mosslummerväxtart som beskrevs av Bak.. Selaginella ramosissima ingår i släktet mosslumrar, och familjen mosslummerväxter. Inga underarter finns listade i Catalogue of Life.